# Osteocephalus cannatellai
Osteocephalus cannatellai es una especie de anfibio anuro de la familia Hylidae.

## Distribución geográfica
Esta especie se encuentra entre los 200 y 1290 m sobre el nivel del mar en el noreste de Perú y el este de Ecuador.

## Etimología
Esta especie lleva el nombre en honor a David Charles Cannatella.

## Publicación original
- Ron, Venegas, Toral, Read, Ortiz & Manzano, 2012: Systematics of the Osteocephalus buckleyi species complex (Anura, Hylidae) from Ecuador and Peru. Zookeys, vol. 229, p. 1-52[3]